# Bahnstrecke Kolmården–Virå
| Dampflok Virå |                     |                       |                       |
| Streckenlänge: | 17,7 km             |                       |                       |
| Spurweite: | 600 mm (Schmalspur) |                       |                       |
| Maximale Neigung: | 33,33 ‰             |                       |                       |
| Streckengeschwindigkeit: | 25 km/h             |                       |                       |
| |                     |                       |                       |
| \| \| 18 \| Virå \| Virå \| \| \| 16 \| Virlångshult \| Virlångshult \| \| \| \| Krågvasken \| \| \| \| 13 \| Stavsjö Såg \| Stavsjö Såg \| \| \| \| zum Kraftwerk[1] \| \| \| \| \| Vattgluggen \| \| \| \| 10 \| Stavsjö bruk \| Stavsjö bruk \| \| \| 7,5 \| Skjutgropen \| Skjutgropen \| \| \| 7 \| Stavsjö \| Stavsjö \| \| \| \| Bahnstrecke Järna–Åby \| \| \| \| 4,6 \| Långängen \| Långängen \| \| \| 4,3 \| nach Nöden am Lövsjön \| nach Nöden am Lövsjön \| \| \| \| Bränntorp \| \| \| \| 0,0 \| Kolmården \| Kolmården \| |                     |                       |                       |
| Kopfbahnhof Streckenanfang (Strecke außer Betrieb) | 18                  | Virå                  | Virå                  |
| Haltepunkt / Haltestelle (Strecke außer Betrieb) | 16                  | Virlångshult          | Virlångshult          |
| Haltepunkt / Haltestelle (Strecke außer Betrieb) |                     | Krågvasken            | Krågvasken            |
| Bahnhof (Strecke außer Betrieb) | 13                  | Stavsjö Såg           | Stavsjö Såg           |
| Abzweig geradeaus und nach rechts (Strecke außer Betrieb) |                     | zum Kraftwerk         | zum Kraftwerk         |
| Haltepunkt / Haltestelle (Strecke außer Betrieb) |                     | Vattgluggen           | Vattgluggen           |
| Bahnhof (Strecke außer Betrieb) | 10                  | Stavsjö bruk          | Stavsjö bruk          |
| Haltepunkt / Haltestelle (Strecke außer Betrieb) | 7,5                 | Skjutgropen           | Skjutgropen           |
| Abzweig geradeaus und nach links (Strecke außer Betrieb) · Kopfbahnhof Streckenende und quer (Strecke außer Betrieb) | 7                   | Stavsjö               | Stavsjö               |
| Kreuzung geradeaus unten (Strecke geradeaus außer Betrieb) |                     | Bahnstrecke Järna–Åby | Bahnstrecke Järna–Åby |
| Bahnhof (Strecke außer Betrieb) | 4,6                 | Långängen             | Långängen             |
| Abzweig geradeaus und von links (Strecke außer Betrieb) | 4,3                 | nach Nöden am Lövsjön | nach Nöden am Lövsjön |
| Haltepunkt / Haltestelle (Strecke außer Betrieb) |                     | Bränntorp             | Bränntorp             |
| Kopfbahnhof Streckenende (Strecke außer Betrieb) | 0,0                 | Kolmården             | Kolmården             |

Die Bahnstrecke Kolmården–Virå (auch als Nunnebanan bezeichnet) war eine schmalspurige Eisenbahnstrecke in Schweden. Sie hatte eine Spurweite von 600 Millimeter.

## Geschichte
Hintergrund der Errichtung der Eisenbahnstrecke waren große Waldschäden in den Jahren 1898 bis 1902 in der Region um Björkvik und Kila in Södermanlands län. Die Bäume auf einer Fläche von rund 3.000 Hektar mussten geschnitten und abtransportiert werden. Der nächste Verladehafen am Bråviken war über zwei schwedische Meilen (etwa 21 km) entfernt. In das Schadholz fiel der Nonnenfalter (schwedisch Nunnefjärilen – Lymantria monacha) ein, wodurch die Bahn im Volksmund den Namen Nunnebanan erhielt.

## Aktiebolaget Stafsjö järnväg
Der Eigentümer der Ländereien in Stafsjö und Virå, Fredrik Enhörning, schlug daher die Errichtung einer Bahn von der Verladestelle Sandvikens lastageplats in Kolmården am Bråviken über Stafsjö Bruk nach Övre Virå vor. Er beantragte eine Konzession für die Strecke, es sollte eine elektrische Schmalspurbahn mit der Spurweite von 600 mm werden. Die Konzession wurde am 30. November 1899 erteilt.
Im Jahre 1900 gründete er mit G. De Broen und O. F. Kugelberg eine Aktiengesellschaft mit dem Namen Aktiebolaget Stafsjö järnväg. Das Grundkapital betrug 157.000 Kronen, erster Vorsitzender der Gesellschaft wurde Fredrik Enhörning. Für die Errichtung der Strecke berechnete der Ingenieur Henry Browall Kosten in Höhe von 343.000 Kronen.
Im Rahmen dieses Plans sollte am 1. Juli 1900 mit dem Bau begonnen werden und die Inbetriebnahme am 1. Januar 1902 stattfinden. Obwohl ursprünglich nur für den Holztransport gedacht, wurde der Betriebszweck auf allgemeinen Güter- und Personenverkehr geändert. Der geplante elektrische Betrieb wurde noch in der Planungsphase verworfen. Browall übernahm die Bauleitung und der inoffizielle Betrieb auf der Strecke konnte schon im September 1901 aufgenommen werden. Am 19. Juli 1902 war die Strecke fertig und es wurde der Güterverkehr offiziell eröffnet. Endgültig wurde der Gesamtbetrieb als Bahn des öffentlichen Verkehrs am 26. August 1903 aufgenommen. Die Kosten beliefen sich letztendlich auf 444.490 Kronen.
Die 17,7 Kilometer lange Strecke wurde mit Stahlschienen mit einem Metergewicht von 17 oder 14,2 Kilogramm errichtet, die maximale Steigung betrug 33,33 ‰.
1914 wurde ein Anschluss zum Lövsjön errichtet, um das Holz aus der Gegend zum Sägewerk nach Nöden zu transportieren. Diese Strecke wurde 1927 abgebaut, nachdem zwischen Stavsjö und Nöden eine Fahrstraße angelegt wurde.
Am 27. September 1916 wurde die Strecke mit einer Anschlussbahn zum Staatsbahnhof Stavsjö der SJ an der Bahnstrecke Järna–Åby erweitert.

## Fahrzeuge
| Nummer | Name      | Bauart    | Achsfolge | Hersteller                 | Fabr.-Nr./ Baujahr | Besonderes                                                                                                  |
| ------ | --------- | --------- | --------- | -------------------------- | ------------------ | --- |
| 1      | STAFSJÖ   | Tenderlok | 1' B 1'   | Motala Verkstad, Motala    | 271 1901           | ausgemustert 1941                                                                                           |
| 2      | VIRÅ      | Tenderlok | 1' B 1'   | Motala Verkstad, Motala    | 272 1901           | 1919 verkauft an A/S Björkåsen Gruber, Ballangen (Norwegen), 1965 an Östra Södermanlands Järnväg            |
| 3      | KOLMÅRDEN | Tenderlok | 1' C 1'   | Orenstein & Koppel, Berlin | 7767 1914          | 1940 an Munkedals Järnväg, dort Nr. 5, ausgemustert 1955                                                    |
| 2"     |           | Tenderlok | D         | Orenstein & Koppel, Berlin | 9129 1920          | 1934 von Anneberg–Ormaryds Järnväg, AOJ, 1940 an Höganäs, dort Nr. 12 (Umbau auf 760 mm), ausgemustert 1955 |

Zudem wurden zwei Drehgestell-Personenwagen sowie 31 zweiachsige Güterwagen beschafft. Später wurden zwei dieser Güterwagen in so genannte Sommerwagen für den Personenverkehr umgebaut. Um den Personenverkehr zu verbilligen, wurde ein vier Meter langer gebrauchten Lastwagen (35 PS, 2,3 Tonnen) gekauft und dieser in der eigenen Werkstatt zu einem Triebwagen umgebaut. Dieser lief von 1926 an bis zur Einstellung des Personenverkehrs 1933. Für den Güterverkehr wurden nach Bedarf weitere Wagen beschafft, so dass der Bestand im letzten Betriebsjahr 52 Güterwagen betrug.
Im Bahnhof Virå, dem nördlichen Streckenendpunkt, befand sich ein Lokschuppen mit einer Drehscheibe, ein Frachtmagazin und eine Laderampe. In Stavsjö bruk befand sich die Werkstatt der Bahngesellschaft.

## Stilllegung
Nachdem zu Beginn der 1930er Jahre die Konkurrenz des Straßenverkehrs immer größer wurde, wurde der Personenverkehr am 1. Februar 1933 eingestellt. Der Güterverkehr wurde noch einige Jahre betrieben, am 18. August 1939 fuhr der letzte Güterzug. Danach wurde die Strecke abgebaut.
Die Dampflokomotive VIRÅ, zwei restaurierte Langholzwagen und der Personenwagen Nr. 2, die bei der Östra Södermanlands Järnväg in Mariefred ihre Heimat fanden, sind erhalten. Die Schienen und Weichen wurden an verschiedene Gesellschaften verkauft, ein Teil davon ist bei der Museumsbahn zwischen Risten und Lakvik in Gebrauch. Bei ihr ist zudem der gedeckte Drehgestellgüterwagen Nr. 1 erhalten.